# ورزشگاه آوانهارد (لوتسک)
ورزشگاه آوانهارد (به لاتین: Avanhard Stadium) یک ورزشگاه در اوکراین است که در لوتسک واقع شده‌است.